# Обикновен боб
Обикновеният боб (Phaseolus vulgaris) е биологичен вид, растение от семейство Бобови (Fabaceae). Пренесен е в Европа по времето на Великите географски открития. Отглежда се като домашна култура за прехрана по целия свят.

## История
Родината му е Южна Америка, но може да се отглежда практически навсякъде. Култивиран е още преди инките, а в Европа е пренесен с една от експедициите на Христофор Колумб. Заради високия добив от едно растение и лесното му отглеждане се разпространява до края на 16 век в цяла Европа и европейските колонии в Африка.

## Външни белези и характеристики
Фасулът е едногодишно увивно растение с плодове във формата на чушки (наричани още шушулки или бобове) с бъбрековидни семена. Плодът се образува от два плодолиста, между които има жилава ципеста преграда, на която са закрепени семената (характерно за кръстоцветните растения). Известни са над 200 вида фасул, като разликите между сортовете са във вида на чушката, цвета и вкусовите качества на семената. Листата на фасула се състоят от по три по-малки листчета. Те са разположени спираловидно по стъблото. Цветовете са дребни, събрани по няколко заедно, бели, розови или виолетови. Семената на фасула (бобените зърна) имат най-разнообразна форма и цвят. Те биват бъбрековидни или кръгли; оцветени са в бяло, жълто, зеленикаво, черно, червено-кафяво, пъстро.

## Начин на отглеждане
Бобовите семена се засяват в началото на пролетта, като е важно да не се заравят на голяма дълбочина, поради начина, по който бобовото стъбло пониква от почвата. До началото – средата на лятото е зелен, като част от реколтата се готви в това състояние, а после узрява и е готов за прибиране. Необходимо е след като е обран с шушулките, да се остави известно време на слънце или на сухо и проветливо място за няколко дни, за да се изсуши добре и запази за консумация през следващата година.

## Хранителни качества
Обикновеният боб има изключително висока хранителна стойност (приблизителни стойности): белтъчини – 23,3%; въглехидрати – 55,5%; вода – 11,2% и мазнини – 1,5%; съдържа витамини от групата В и витамин С. По корените се развиват голям брой грудки, където живеят бактерии, подпомагащи растежа и развитието на боба. Суровите бобени зърна съдържат токсини, налагащи термична обработка и смяна на водата след накисване.

## Видове[2]
- Боб Адзуки – Това е червен азиатски боб, наричан от японците „царят на бобовите растения“, тъй като е лесно смилаем и увира много бързо. Съществува и черна версия на обикновения адзуки боб. В азиатската кухня се ползва цял, смлян на брашно или за приготвяне на червена бобова паста. Той е добра добавка към ориз и салати.
- Дребен бял боб – Във флота на САЩ е познат като navy bean, тъй като след 1800 година е една от основните храни на моряците. Трудно увира и е трудно смилаем. Подходящ е за яхнии, салати и супи.
- Едър бял боб – Най-често се използва за приготвяне на салати.
- Боб Канелини – Италиански сорт с много добър вкус, който остава леко суров, дори след като е напълно сварен. В Италия се използва за приготвяне на традиционната супа минестроне и различни салати.
- Боб Лима (маслен боб, мадагаскарски боб) – Открит е в Перу в началото на 16 век. Зърната са закръглени, с подчертана бъбрековидна форма, вътрешността му е светлозелена и е много по-трудно смилаем от останалите видове. Има силно маслен вкус и е подходящ главно за приготвяне на супи и яхнии.
- Боб Мунг – Зърната са дребни и могат да бъдат зелени, жълти или червени, а вътрешността е жълта. Най-често се употребява за приготвяне на бобови кълнове популярни В България като „соеви кълнове“[3]. Широко се използва в Китай и Индия. Не се накисва преди приготвяне и има нежна текстура, а вкусът му е леко сладък.
- Боб Пинто – В сухо състояние е бежов на цвят, с кафяви петънца, но в процеса на варене придобива розово-кафяв цвят. Той е задължителна съставка на редица мексикански ястия.
- Боб Флажолет – Зърната са дребни, леко зеленикави, с деликатен аромат и вкус. Във Франция се използва за приготвяне на салати и като гарнитура към агнешко месо.
- Черен боб – Широко е разпространен в Мексико и южните щати на САЩ. Той е една от основните съставки в кухнята на Карибския регион и Латинска Америка. Зърната му са черни, а вътрешността им е кремава. Има леко сладък вкус и е подходящ за салати и супи.
- Червен мексикански боб – Зърната му са малки, закръглени и тъмни. Използва се основно за приготвяне на чили и задушени ястия.

- Бял боб
- Черен боб
- Червен боб